# Wilhelm Taubert
Pour les articles homonymes, voir Taubert et Gottfried Taubert.
Karl Gottfried Wilhelm Taubert (né le 23 mars 1811 à Berlin ; mort le 7 janvier 1891 à Berlin) est un compositeur prussien.

## Biographie
Élève de Ludwig Berger et de Bernhard Klein, il a été nommé en 1831, à l'âge de 20 ans, chef du Berliner Hofkonzerte (Orchestre de cour de Berlin) et en 1841 également directeur musical de l'Opéra royal. De 1845 à 1869 il a été Kapellmeister de cour (depuis 1849 conjointement avec Heinrich Dorn) et, à partir de 1875 représentant de la section Musique de l'Académie royale des Arts, à laquelle il appartenait depuis 1834.
Il a composé des opéras et des symphonies, des cantates et de la musique de théâtre, des quatuors à corde, des trios pour piano, des sonates pour piano, violon et violoncelle ainsi que plus de 300 Lieder, dont plusieurs Lieder pour enfant comme Schlaf in guter Ruh (Dors d'un sommeil paisible).

## Principales œuvres
- Die Kirmes, opéra, 1832
- Die Zigeuner, opéra, 1834
- Marquis und Dieb, 1842
- Joggeli, opéra
- Macbeth, opéra, 1857
- Caesario oder Was ihr wollt, opéra, 1874